# Антуан Ломе

Антуа́н Ломе́ де Ла Мот-Каділья́к (фр. Antoine Laumet de La Mothe, sieur de Cadillac) (5 березня 1658, Сен-Нікола-де-ла-Грав—15 жовтня 1730, Кастельсарразен) — французький колоніальний адміністратор і воєначальник. У 25-річному віці прибув в Канаду, щоб взяти участь в бойових діях проти ірокезів і освоював землі на території нинішнього штату Мен, а в 1701 р. заснував торгову факторію Детройт. З 1710 по 1717 управляв всією Французькою Луїзіаною, але був відкликаний за наклепи численних недругів і заточений в Бастилію. Його ім'ям названі місто Кадиллак в штаті Мічиган, гора Кадиллак в штаті Мен і марка автомобілів «кадилак» компанії «Дженерал Моторз», що випускаються на заводах Детройта з початку XX століття.